# Stade de Castàlia
 (avril 2025).
Si vous disposez d'ouvrages ou d'articles de référence ou si vous connaissez des sites web de qualité traitant du thème abordé ici, merci de compléter l'article en donnant les références utiles à sa vérifiabilité et en les liant à la section « Notes et références ».
Le stade de Castàlia est une enceinte sportive située à Castellón de la Plana, dans la Communauté valencienne, en Espagne. Il accueille les matchs du Club Deportivo Castellón depuis 1987. Il a une capacité d'accueil de 15 500 spectateurs. Ce stade est inauguré le 17 juin 1987. 